# RE100
RE100(영어: 100% Renewable Energy), 즉 100% 재생 가능 에너지는 모든 에너지를 재생 가능 에너지로 사용하자는 캠페인이다. 탄소 배출량을 0으로 하기 위한 목표를 담고 있다.
전기, 난방, 냉방, 운송 부문에서 100% 재생에너지를 실현하려는 동기는 기후 변화, 오염, 기타 환경 문제뿐만 아니라 경제적 및 에너지 안보와 관련된 우려에서 비롯된다. 전 세계 1차 에너지 공급을 전면적으로 재생 가능 자원으로 전환하려면 에너지 시스템의 전환이 필요하다. 이는 현재 대부분의 에너지가 재생 불가능한 화석연료에 의존하고 있기 때문이다.
이 주제에 대한 연구는 비교적 최근에 시작되어 2009년 이후로 관심도가 급증하고 있다. 부문 간 통합적이고 전체적인 접근 방식이 중요한 것으로 간주된다. 이는 전기, 열, 운송, 산업 등 에너지 시스템 내 다양한 부문 간의 시너지를 중시할 때 가장 좋은 해결책을 찾을 수 있다는 전제에 기반하고 있다.

## 실현 가능성
100% 재생에너지 시스템에 대해서는 학계 전반에서 통일된 정의가 아직 정립되어 있지 않다.
그러나 최근의 여러 연구들은 전력, 난방, 운송, 해수담수화 등 모든 부문에서 2050년 이전에 전 세계적으로 100% 재생에너지로의 전환이 실현 가능하다는 점을 보여주고 있다. 2018년까지 발표된 100% 재생에너지 관련 동료평가 논문 181편을 종합적으로 검토한 결과, 대다수의 연구가 이러한 시스템이 기술적으로 실현 가능하고 경제적으로도 타당하다는 결론을 내리고 있다. 또한 2004년 이후 발표된 97편의 논문을 분석한 섬 지역 관련 연구에서는, 대부분의 사례에서 100% 재생에너지 시스템이 기술적으로도 가능하고 경제적으로도 실행 가능한 것으로 나타났다. 2022년에 발표된 또 다른 종합 검토 연구 역시, 세계적으로 100% 재생에너지가 낮은 비용으로 실현 가능하다는 데에 문헌의 주된 결론이 수렴하고 있음을 보여준다.
현재 존재하는 기술, 특히 에너지 저장 기술을 포함한 시스템은 연중무휴 하루 24시간 안정적인 에너지 공급을 실현할 수 있는 능력을 갖추고 있다. 이러한 지속가능한 에너지 시스템은 기존 화석연료 기반 시스템에 비해 에너지 효율이 높고 비용 면에서도 경쟁력이 있다. 2011년에 발표된 유엔 기후변화에 관한 정부간 협의체(IPCC)의 보고서 역시, 전 세계 에너지 수요를 충족시키는 데 있어 재생에너지 기술의 통합에는 근본적인 제약이 없다고 평가하였다.
스탠퍼드 대학교의 토목환경공학 교수이자 대기 및 에너지 프로그램 책임자인 마크 제이콥슨은, 2030년까지 모든 신규 에너지를 풍력, 태양광, 수력으로 공급하는 것이 가능하며, 2050년까지 기존 에너지 공급 체계를 완전히 대체할 수 있다고 주장한다. 그는 재생에너지로의 전환을 가로막는 가장 큰 장애물이 기술이나 경제적 문제가 아니라 사회적, 정치적 요인이라고 지적한다. 또한 현재 풍력, 태양광, 수력 기반 시스템의 에너지 비용은 오늘날의 최적 비용 에너지 전략들과 대체로 비슷한 수준이라고 주장한다. 그에 따르면, 이러한 시나리오를 실현하는 데 있어 가장 큰 걸림돌은 정치적 의지의 부족이다.
한편, 제이콥슨의 연구 결과는 일부 연구자들에 의해 비판을 받기도 하였다. 이들은 그의 시나리오가 과학적으로 불완전하며 비현실적인 가정에 기초하고 있다고 지적하였다. 이에 대해 제이콥슨은 반론을 통해 비판을 조목조목 반박하고, 비판자들이 자신이 2015년 논문에서 제외한 특정 에너지 기술에 이해관계를 가진 사람들이라고 주장하였다.

### 에너지 전환
100% 재생에너지란 모든 에너지 사용을 재생에너지원에서 공급하는 에너지 시스템을 의미한다. 전력, 난방/냉방, 운송 부문에서 100% 재생에너지를 사용하는 노력은 지구온난화, 대기오염 등 환경 문제는 물론, 경제적 요인과 에너지 안보에 대한 우려에 의해 추진되고 있다. 전 세계 1차 에너지 공급 전체를 재생에너지로 전환하기 위해서는 기존 에너지 시스템의 구조적 변화가 필수적이다. 이는 현재 대부분의 에너지가 화석연료와 같은 재생 불가능한 자원에서 공급되고 있기 때문이다.
기후변화에 관한 정부간 협의체(IPCC)는 재생에너지 기술들을 조합하여 전 세계 에너지 수요 대부분을 충족시키는 데에 근본적인 기술적 제약은 거의 없다고 보고하고 있다. 재생에너지의 보급 속도는 심지어 이를 지지하는 전문가들의 예상보다도 빠르게 증가해 왔다. 그러나 2019년 기준으로는, 지구온난화를 섭씨 2도 이내로 제한하기 위해 지금보다 여섯 배 빠른 속도로 재생에너지 확대가 이뤄져야 하는 상황이었다.
한 국가에서 100% 재생에너지 달성은 일반적으로 탄소중립보다 더 도전적인 목표로 간주된다. 탄소중립은 정치적 결정에 의해 설정된 기후 완화 목표이며, 자국 내 에너지 및 연료 부문에서의 배출뿐 아니라 해외에서의 이산화탄소 제거나 탄소 상쇄 프로젝트를 통해 국가 전체의 탄소 발자국을 상쇄함으로써 달성될 수 있다.
국제 재생에너지 정책 네트워크(REN21)에 따르면, 2018년 기준으로 전력 부문에서의 전환 속도는 점점 빨라지고 있지만, 난방, 냉방, 운송 부문에서는 보다 시급한 대응이 필요한 상태다. 전 세계 곳곳에는 전력망이 거의 전적으로 재생에너지로 운영되는 지역이 다수 존재하며, 국가 단위에서도 이미 30개국 이상에서 재생에너지가 전체 에너지 공급의 20% 이상을 차지하고 있다.
2018년까지 발표된 181편의 피어 리뷰 논문을 종합적으로 분석한 결과, 대다수의 연구는 100% 재생에너지 시스템의 기술적 실현 가능성과 경제적 타당성을 강조하고 있다. 여전히 전력 부문에 집중된 연구가 많긴 하지만, 최근에는 여러 에너지 부문을 포괄하고, 이들 간의 연계가 이루어진 통합 에너지 시스템에 관한 연구가 증가하고 있다. 이러한 부문 간 통합적이고 전체론적인 접근 방식은 100% 재생에너지 시스템의 핵심적인 특징으로 간주되며, 이는 전기, 열, 운송, 산업 등 각 에너지 부문 간의 시너지 효과에 주목할 때 가장 효과적인 해결책이 도출될 수 있다는 전제에 기반하고 있다.
프린스턴 대학교의 스티븐 W. 파칼라와 로버트 H. 소콜로우는 인류가 삶의 질을 유지하면서도 재앙적인 기후변화를 피할 수 있도록 하는 일련의 "기후 안정화 쐐기(climate stabilization wedges)" 개념을 제시하였다. 이 개념에서 가장 많은 수를 차지하는 쐐기는 바로 다양한 형태의 재생에너지원으로 구성되어 있다.
이와 유사하게, 미국의 독립 연구기관인 전미과학공학의학한림원도, 미국 내에 존재하는 재생에너지 자원이 향후 전력 생산에서 중요한 역할을 할 수 있을 만큼 충분하다고 평가하고 있다. 이는 기후변화 대응, 에너지 안보, 에너지 비용 상승 문제 해결에 기여할 수 있다. 한림원은 “미국 전역에 존재하는 재생에너지 자원을 종합적으로 고려할 때, 현재 또는 미래의 국내 전력 수요를 훨씬 초과하는 수준의 전기를 공급할 수 있다”고 밝혔다. 이로 인해 재생에너지는 매우 매력적인 대안으로 간주된다.
대규모 재생에너지 및 저탄소 에너지 전략의 광범위한 실행을 가로막는 주요 장애물은 기술적인 요인보다는 정치적인 문제로 나타난다. 2013년에 발표된 Post Carbon Pathways 보고서는 여러 국제 연구를 검토한 결과, 핵심적인 장애물로 기후변화 부정, 화석연료 산업의 로비, 정치적 무관심, 지속 불가능한 에너지 소비 구조, 노후한 에너지 인프라, 재정적 제약 등을 지적하였다.
또한 연구에 따르면 동남아시아 국가들은 태양광, 풍력, 하천 외 양수식 수력저장(pumped hydro) 기술을 바탕으로 거의 100%에 가까운 재생에너지 기반 전력 시스템을 구축할 수 있으며, 그 균등화 발전단가(LCOE)는 약 55~115달러/MWh 수준으로 경쟁력이 있는 것으로 나타났다.

## 역사
100% 재생에너지 개념은 1975년 사이언스지에 게재된 덴마크 물리학자 벤트 쇠렌센(Bent Sørensen)의 논문에서 처음으로 제안되었다. 이후 여러 유사한 제안들이 이어졌다. 1976년에는 에너지 정책 분석가 에머리 로빈스(Amory Lovins)가 '부드러운 에너지 경로(soft energy path)'라는 용어를 처음으로 사용했는데, 이는 에너지 효율과 적절한 재생에너지원을 통해 기존의 화석연료와 원자력 중심의 중앙집중식 에너지 체계를 점차 대체하는 대안적 미래상을 설명하는 개념이었다.

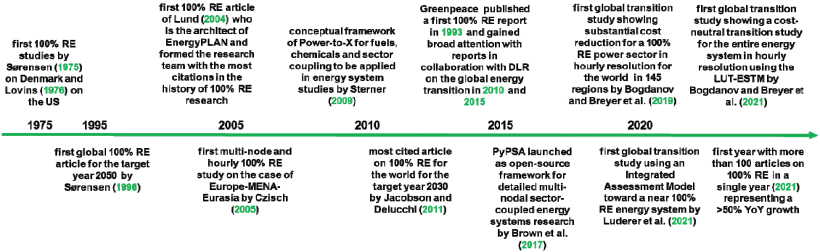
100% 재생에너지 시스템 연구의 주요 이정표 (영어)

1998년에는 높은 비중의 재생에너지 사용 시나리오에 대한 최초의 상세 분석이 발표되었고, 이어서 완전한 100% 재생에너지 시나리오에 대한 연구들이 등장하기 시작했다. 2006년에는 젝스(Czisch)가 발표한 박사학위 논문에서, 유럽과 북아프리카를 대상으로 한 100% 재생에너지 시나리오에서 연중 모든 시간대에 에너지 수요와 공급을 일치시킬 수 있음을 보여주었다. 같은 해, 덴마크 에너지학 교수 헨리크 룬드(Henrik Lund)는 재생에너지의 최적 조합을 다룬 첫 논문을 발표하였으며, 이후 덴마크의 100% 재생에너지 전환에 관한 다수의 논문을 발표하였다. 이때부터 룬드는 100% 재생에너지에 관한 지속적인 연구 성과를 발표해 왔다. 2009년 이후로는 유럽, 아메리카, 호주 및 기타 지역 국가들을 대상으로 한 100% 시나리오에 관한 연구들이 급격히 증가하였다.

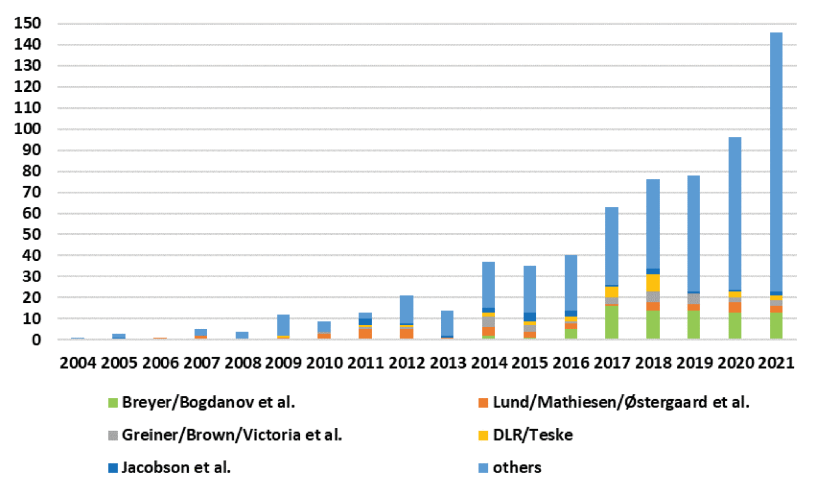
100% 재생에너지 시스템 분석 기반의 논문 게재건수.

21세기 초반까지만 해도, 과학자들과 정책 결정자들이 100% 재생에너지 전력 개념을 진지하게 논의하는 것은 매우 이례적인 일이었다. 그러나 그 이후 재생에너지 기술의 발전과 보급 속도는 이 같은 상황을 완전히 뒤바꾸어 놓았다.
태양광 발전 모듈의 가격은 약 75% 하락하였으며, 현재 실험실 단계의 과학기술 진보에 따르면 주택이나 상업용 건물에 태양광 시스템을 설치하는 데 드는 설치비용보다도 모듈 자체가 더 저렴해질 가능성도 제시되고 있다. 육상 풍력 발전은 전 대륙에 걸쳐 확산되고 있으며, 일부 지역에서는 화석연료나 원자력 발전보다 경제적으로 경쟁력 있는 수준에 도달하였다. 열 저장 기능을 갖춘 집광형 태양열 발전(CST)은 시범 운용 단계를 넘어 제한적인 상업화 단계에 진입하였으며, 향후 약 50%의 추가 비용 절감 가능성도 존재한다.

재생에너지의 사용은 예측을 훨씬 웃도는 속도로 증가해 왔다. 덴마크의 경우, 풍력 발전이 전체 전력 생산의 39%를 차지하고 있으며, 바이오가스 소화조와 폐기물 에너지화 발전소도 다수 운영되고 있다. 풍력과 바이오매스를 합치면, 약 600만 인구가 소비하는 전력의 44%를 공급하고 있다. 2010년 기준, 인구 1,000만 명 규모의 포르투갈은 자국 내 재생 가능한 자원을 통해 전체 전력의 절반 이상을 생산하였으며, 스페인 역시 인구 4,000만 명이 사용하는 전력의 약 3분의 1을 재생에너지로 충당하고 있다.
재생에너지는 역사적으로 강력한 대중적 지지를 받아 왔다. 예를 들어, 미국에서는 2013년 갤럽(Gallup) 여론조사 결과, 국민 3명 중 2명이 자국 내 에너지 생산을 태양광(76%), 풍력(71%), 천연가스(65%) 중심으로 확대하길 원한다고 답했다. 이에 비해 석유 생산 확대에 찬성하는 비율은 46%, 원자력은 37%였으며, 석탄은 약 3분의 1에 불과해 가장 낮은 지지를 받았다.

국제 재생에너지 정책 네트워크(REN21)에 따르면, 재생에너지는 이미 세계 에너지 공급에서 중요한 역할을 수행하고 있으며, 이를 더욱 확대하기 위한 다양한 정책 목표들이 설정되어 있다.

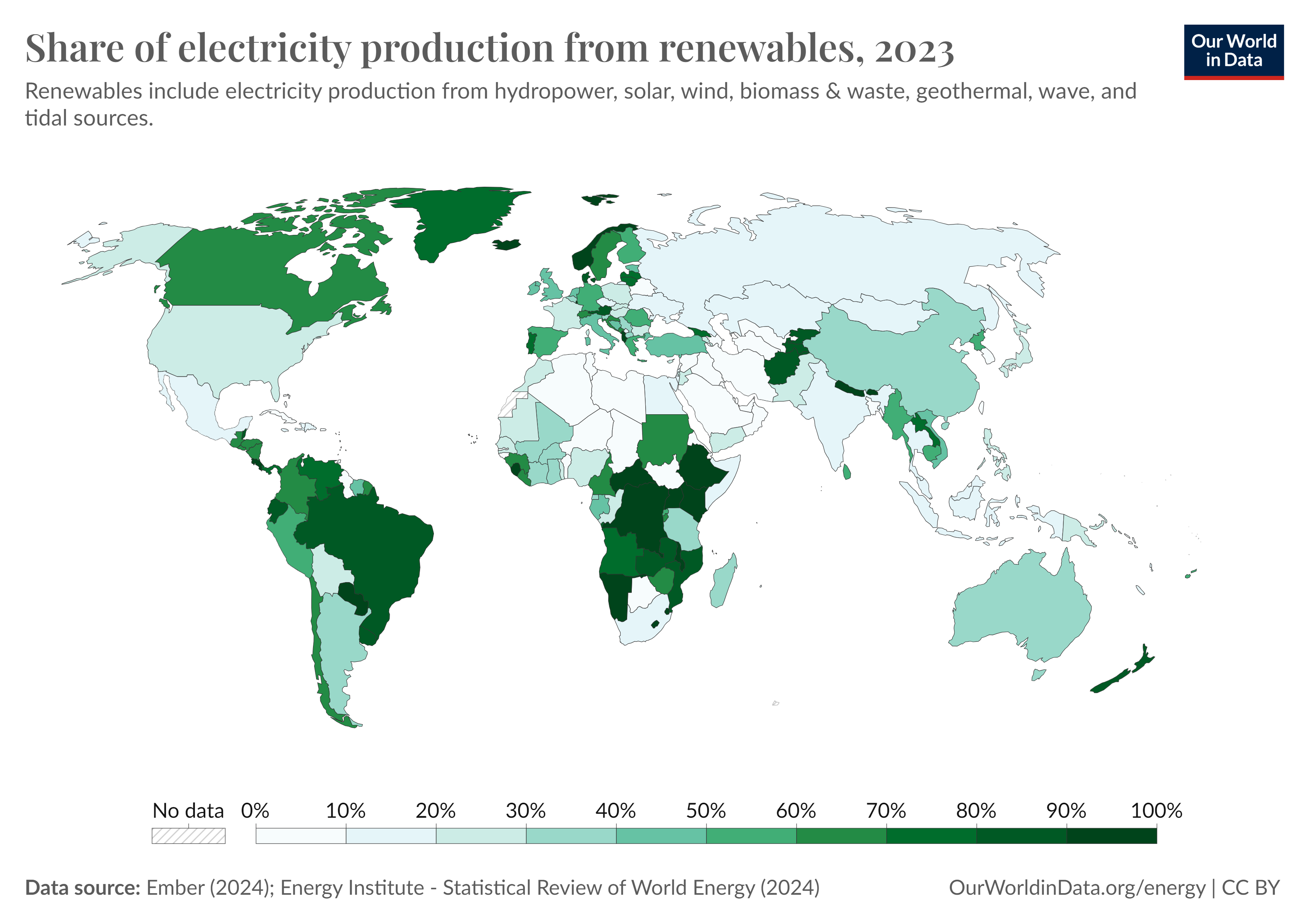
2023년 기준, 전 세계 각국의 전력 생산에서 재생에너지가 차지하는 비중은 점차 증가하고 있다.

국가 단위로 보면, 전 세계 최소 30개국에서 재생에너지가 전체 에너지 공급의 20% 이상을 차지하고 있으며, 향후 10년 이상 지속적인 성장이 예측되고 있다. 약 120개국은 장기적인 재생에너지 확대를 위한 정책 목표를 수립해두었고, 유럽연합(EU)은 2020년까지 재생에너지 비중 20%를 의무화하는 목표를 설정하였다. 이보다 더 높은 장기 목표로 100% 재생에너지를 내건 국가들도 있다. 유럽 이외 지역에서도 20개국 이상이 2020년부터 2030년 사이 재생에너지 비중을 10%에서 50%까지 확대할 계획을 세우고 있다.

100% 재생에너지를 지지하는 이들은 원자력 발전을 재생 가능하거나 지속 가능한 에너지원으로 보지 않는다. 이는 원자력 발전이 재난의 위험성과 고준위 방사성 폐기물 처리 문제를 동반한다는 인식 때문이다. 또한, 탄소 포집 및 저장(CCS)은 안전한 저장 가능성이 제한적이라는 평가를 받으며, 이에 따라 100% 재생에너지에 대한 관심이 높아지고 있다. 지난 10여 년 동안 다양한 지리적 지역을 대상으로 100% 재생에너지 시나리오를 평가한 학술 논문들이 꾸준히 발표되어 왔으며, 최근에는 정부와 산업계로부터 보다 정교한 분석도 등장하고 있다. 이러한 움직임의 배경에는 지구 온난화와 생태적·경제적 우려, 그리고 석유 정점(post-peak oil) 이후의 에너지 안보 문제가 자리하고 있다.
100% 재생에너지를 국가 차원에서 최초로 제안한 나라는 아이슬란드로, 1998년에 그 목표를 설정하였다. 이후 2003년에는 일본, 2011년에는 호주에서 유사한 제안이 이어졌다. 알바니아, 아이슬란드, 파라과이는 사실상 전력 전부를 재생에너지로 생산하고 있다. 알바니아와 파라과이는 100% 수력발전을, 아이슬란드는 72%를 수력, 28%를 지열발전으로 충당하고 있다. 노르웨이 또한 전체 전력의 약 97%를 수력에너지로 생산한다. 아이슬란드는 수송 및 어선 부문에 수소를 활용하는 계획을 제시하였고, 호주는 전기로 대체가 어려운 수송 부문에 바이오연료를 사용하는 방안을 제안하였다.
미국의 로드맵과 덴마크의 정책적 약속, 유럽의 ‘비전 2050’ 계획은 2050년까지 100% 재생에너지로의 전환을 목표로 설정하였으나, 2011년에는 이 시한을 2040년으로 앞당기기도 하였다. 또한, ‘제로 카본 브리튼 2030'은 영국이 2030년까지 탄소 배출을 완전히 제거하는 계획을 제시하였다.
2015년, 미국 하와이주는 재생에너지 포트폴리오 기준(Renewable Portfolio Standard, RPS)을 2045년까지 100%로 설정하는 법안을 제정하였다. 다만 이는 '재생에너지 전력 비중'과 혼동될 수 있다. 예를 들어, 전력망 상에서 화석연료로 65 GWh, 재생에너지로 35 GWh가 생산되고, 별도로 지붕형 태양광 설비 등 전력망 외부(off-grid)에서 80 GWh의 재생에너지가 생산된다면, 전체 재생에너지는 115 GWh가 되고 전력망 상의 총 전력 생산량은 100 GWh이다. 이 경우 RPS는 115%가 된다.
프랑스의 파리와 스트라스부르와 같은 도시들은 2050년까지 100% 재생에너지 전환을 목표로 하는 계획을 수립하였다.
미국에서도 독립기구인 전미과학공학의학한림원는 "기후 변화, 에너지 안보, 에너지 비용 상승과 관련된 문제에 대응하기 위해 재생 가능 전력이 미래 전력 생산에서 중요한 역할을 할 수 있으며, 미국 내 재생에너지 자원은 현재 혹은 예상되는 국내 전력 수요를 훨씬 초과하는 전기를 생산할 수 있다"고 평가하면서 재생에너지를 매력적인 대안으로 제시하였다.
세계는 향후 25년 동안 비재생 에너지 자원의 사용을 지속하기 위해 추가로 약 8조 달러를 지출할 것으로 추정되며, 100% 재생에너지로 전환할 경우 이러한 비용은 제거될 수 있다. 《에너지 정책(Energy Policy)》지에 발표된 연구에 따르면 전 세계를 2050년까지 100% 재생에너지 체제로 전환하는 것은 기술적으로 가능하며 비용적으로도 감당할 수 있으나, 이를 위해서는 강력한 정치적 지지가 필요하다. 여기서 제안된 시나리오에서는 바이오에너지를 포함하지 않으며, 풍력 및 태양광 설비의 대규모 확충, 전기차 보급, 그리고 고도화된 송전망 및 에너지 저장 시스템의 개발을 요구한다. 파리 협정의 일환으로 각국은 정기적으로 자국의 기후변화 목표를 갱신하고 있으나, 2018년 기준으로 주요 20개국(G20) 가운데 100% 재생에너지 목표를 공식적으로 채택한 국가는 없었다.
2018년까지 발표된 100% 재생에너지 관련 논문은 동료 평가를 거친 것만 181편에 달했으며, 같은 해 발표된 「지구온난화 1.5°C 특별보고서」에서도 100% 재생에너지가 지구 온도 상승을 1.5도 이내로 억제하기 위한 다양한 경로 중 하나로 언급되었다. 다만 이 가능성은 추가 연구를 통해 검증되어야 한다고 명시되었다.
2021년 기준, 전 세계적으로 풍력과 태양광의 비중은 꾸준히 증가하고 있으나, 여전히 전 세계 1차 에너지 소비량 중 이들이 차지하는 비중은 5%에 불과하였다. 다만 실제 유효 에너지 소비량에서는 그보다 높은 비중을 차지한다. 한편 세계 최대 화석연료 금융기관 중 하나인 JP모건 자산운용은 1970년부터 2020년 사이에 벤트 쇠렌센, 마크 제이콥슨, 에이머리 로빈스 등 8명의 과학자 및 연구기관이 발표한 재생에너지 예측을 분석한 보고서에서, 이들 예측이 에너지 밀도, 간헐성, 기존 에너지 체계의 복잡한 현실 등을 간과한 비현실적 낙관론에 기초했다고 비판하였다.

## 세계적 추세
- 1998년 - 아이슬란드 참여
- 2003년 - 일본 참여
- 2011년 - 호주 참여
- 알바니아, 파라과이  수력전기로 100% 전환
- 아이슬란드 72% 수력,  28% 지열
- 노르웨이 97% 수력
- 미국, 덴마크는 비전2050 을 통해 2050년까지 RE100 달성
- 영국의 탄소 제로운동으로 탄소 방출 2030년까지 제로 달성

## 같이 보기
- 재생 가능 에너지
- 에너지 전환